# Ignicoccus
A Ignicoccus archeanemzetség a Desulfurococcaceae családban, tengeri hidrotermális kürtőkben él. Az archeák – ősbaktériumok – egysejtű, sejtmag nélküli prokarióta szervezetek. A Kolbeinsey-gerincen fedezték fel Észak-Izlandon, és a Csendes-Óceánon (9 fok É, 104 fok NY-nál), 2000-ben. (Huber et al., 2000)

## Rendszertan
A 16S rRNS gének összehasonlítása szerint az Ignicoccus egy új, mélyen elágazó vonalat képvisel a Desulfurococcaceae családon belül. (Huber et al., 2002). Három faja ismert: I. islandicus, I. pacificus és I. hospitalis KIN4I törzs.

## Sejt szerkezete
Sejtjei apró gömb alakúak, körülbelül 2 µm átmérőjűek, felszíne sima, egy külső membránja van, nincs S-rétege. Van egy korábban ismeretlen citoplazmatikus membránja, egy periplazmatikus tere változó szélességgel 20-400 nm, membránhoz kötött vezikulumokat tartalmazva, és egy külső membrán (körülbelül 10 nm széles, hasonlít a Gram-negatív baktériumok külső membránjához). Az utóbbi tartalmaz számos szorosan, szabálytalanul csomagolt, egyedülálló részecskét (körülbelül 8 nm átmérőjűben), és pórusokat 24 nm átmérővel, körülvéve apró részecskékkel egy gyűrűben elrendezve (130 nm-es átmérővel), és klaszterekben legfeljebb nyolc részecskével (mindegyik részecske 12 nm átmérőjű). (Rachel et al. 2002)

## Fiziológia
70–98 °C-os hőmérséklet-tartományban él (kb. 90 °C lenne az ideális számára). Energiát elemi kén hidrogén-szulfiddá redukálásával nyer, molekuláris hidrogént használva elektrondonorként. (Huber et al., 2002) Beszámoltak egy egyedülálló szimbiózisról (vagy parazitizmusról) a Nanoarchaeum equitansal. (Huber et al., 2002)

## Fordítás
Ez a szócikk részben vagy egészben  az   Ignicoccus című angol Wikipédia-szócikk ezen változatának fordításán alapul.  Az eredeti cikk szerkesztőit annak laptörténete sorolja fel. Ez a jelzés csupán a megfogalmazás eredetét és a szerzői jogokat jelzi, nem szolgál a cikkben szereplő információk forrásmegjelöléseként.